# Jovellana punctata
Jovellana punctata är en toffelblomsväxtart som beskrevs av Hipólito Ruiz López och Pav.. Jovellana punctata ingår i släktet Jovellana och familjen toffelblomsväxter. Inga underarter finns listade i Catalogue of Life.